# Springfield, Quận St. Croix, Wisconsin
Springfield là một thị trấn thuộc quận St. Croix, tiểu bang Wisconsin, Hoa Kỳ. Năm 2010, dân số của thị trấn này là 897 người.